# Löberöd slot
Löberöd slot er et svensk slot i Hammarlunda sogn i Eslöv kommune i Skåne. Det ligger et par kilometer vest for landsbyen Löberöd øverst på en høj bakke, 135 m.o.h. Slottet har to etager og korte fløje samt et ottekantet trappetårn.

## Historie
Löberöd slots tidlige historie er ukendt. Anne Brahe opførte i 1620'erne det ældste slot, der i 1635 kom i slægten Ramels eje og forblev der i over 150 år. Det nuværende slot blev bygget 1798-99 af Hans Ramel, der desuden lod udgrave en lille sø ved gården. Efter hans død i 1799 solgte hans datter, grevinde Anna Sparre, godset til sin datter, Kristina Sparre, og hendes mand, Jacob De la Gardie, hvis navn er nært knyttet til Löberöd. Han var meget interesseret i kunst og litteratur. På Löberöd slot samlede han sig et bibliotek på cirka 18.000 bøger, malerier, portrætter, kostbare tegninger samt en stor samling håndskrifter, der delvis blev udgivet. Arvingerne donerede arkivet til Lunds Universitet. Middelalderdokumenter blev overladt til det svenske rigsarkiv, og en del af bogsamlingen kom til Charlottenlunds slot. En stor del af kunstsamlingen blev flyttet til Maltesholm slot og en mindre til Övedskloster.
Godset blev efter De la Gardies død udstykket i tre dele. Hovedparten tilfaldt brodersønnen Axel Axelsson De la Gardie. I 1863 blev Löberöd solgt til friherre Otto Ramel på Övedskloster. Det forblev i denne slægts eje til 1917, hvor det blev solgt til skibsreder og vinhandler Oscar Hjalmar Wiens i Malmø. Sønnen, kancelliråd Harald Wiens, overtog slottet. Det blev dernæst solgt til Cullborg-familien for i 1985 at blive solgt videre til Per Mattsson, hvis søn Pontus overtog det. I 1997 købte Knut Ramel slottet, der dermed igen er i Ramel-slægtens eje.

## Slotskirken
Da Wiens-familien ejede slottet, tog de i 1920'erne initiativ til en ændring af en bygning, der siden 1862 havde rummet slottets smedje, til slotskirke. Stockholmerarkitekten Isidor Hörlin ledede ombygningen og tegnede den 1500-talsinspirerede indretning. Udsmykningen blev udført af kunstneren Axel Hörlin. Kirkeklokken blev støbt i Ystad i 1927, og 18. september samme år blev kirken indviet og kom til at høre til menigheden i Hammarlunda. I begyndelsen af 1960'erne blev inventaret solgt på auktion. Klokken blev købt for et symbolsk beløb af Långbäckens kapel i Fredrika sogn i det sydlige Lapland. Bygningen blev derpå en tid anvendt som kornmagasin. Nu anvendes bygningen til koncerter, kunstudstillinger med mere. På væggen i våbenhuset står denne inskription: Glöm ej Gud, så glömmer han ej Dig.